# Melted Snow
A Melted Snow Okui Maszami negyvenkettedik kislemeze, mely 2008. november 5-én jelent meg az Evolution jóvoltából.

## Érdekességek
- A címadó dal a Fuju no Rondo videójáték nyitódala.
- A kislemez egyszerre jelent volna meg a soron következő Akasha nagylemezzel, de az énekesnő betegsége miatt nem készültek el a dalok, így csúsztatni kellett az album megjelenését.
- A kislemez egy napon jelent meg Ómi Tomoe Fuju no himavari című kislemezével (mely a Fuju no Rondo záródala), és a két borító is nagyon hasonlít egymásra, ugyanis a képek egy színházban készültek. Mindkét kislemezen az adott előadó látható elöl, és a háttérben a másik.
- A kislemez a japán lemezeladási lista százhuszonegyedik helyéig jutott el, egy hétig szerepelt rajta, és 780 példányban kelt el.

## Dalok listája
1. Melted Snow 5:27
2. Shape of Myself 4:26
3. Melted Snow (Instrumental) 5:27
4. Shape of Myself (Instrumental) 4:26